# Сайлоны
Сайлоны (англ. Cylons) — вымышленная кибернетическая цивилизация, воюющая с человеческими Двенадцатью колониями Кобола в вымышленной вселенной телесериала «Звёздный крейсер „Галактика“». Сайлоны являются единственным врагом людей. Природа и происхождение сайлонов принципиально отличается между собой в разных вариантах сериала Галактики (1978—1980 и 2003—2009 годов). Однако в обоих случаях присутствуют такие понятия как «рейдер сайлонов» (космический истребитель), «базовый корабль сайлонов» и «сайлон-центурион».

## Оригинальный сценарий
Сайлонами в сериалах 1978—1980 годов на самом деле оказываются не «механические железяки», которых показывают на протяжении всех серий. Это была древняя развитая раса рептилий, создавшая роботов (которых стали называть так же, как и их создателей — сайлонами) для собственных нужд и нужд своей империи, а также в качестве военной силы, призванной защищать население. Такая трактовка впервые была представлена в фильме 1978 года (ближе к концу второй части), когда Апполо рассказывает Бокси о природе сайлонов. В эпизоде «Война богов» в частной беседе с таинственным и могущественным графом Иблисом граф Балтар также упоминает, что узнал голос своего собеседника и вспоминает о Лидере Империи (англ. Imperious Leader), о котором шла речь в начале сериала. На что Иблис отвечает, что вероятнее всего, тысячи лет назад сущность Лидера Империи была «транскрибирована» (считан генетический код) и запрограммирована в механическое тело.
Один эпизод из последующего сериала «Галактика 1980» показывает сайлона в виде гуманоида, однако в отличие от подобных моделей в ремейке, это не органическая, а полностью механическая конструкция.

## Сценарий ремейка
Сайлоны в мини-сериале 2003 года и последующем полноценном сериале-ремейке фундаментально отличаются от сайлонов оригинального сериала. В новой версии сайлоны были созданы людьми, как рабочие роботы и солдаты. Как и в оригинальном сериале, сайлоны уничтожают большую часть человеческой цивилизации, за исключением выживших, находящихся на нескольких космических кораблях в глубоком космосе. Также, в отличие от оригинального сериала, в ремейке присутствуют двенадцать моделей сайлонов, внешне ничем не отличающихся от людей. Кроме того, одновременно с гуманоидными моделями существуют и механические модели — центурионы, часть которых похожа на центурионов оригинального сериала. Большинство технологий сайлонов основываются на биоинженерии и/или синтетической биологии. Люди пренебрежительно называют сайлонов «тостерами» или «утюгами». Название «Сайлон» (англ. Cylon) происходит от словосочетания «Единица кибернетической жизненной формы» (англ. Cybernetic Lifeform Node).
В противоположность причинно необоснованного геноцида в оригинальной версии сериала, в ремейке религия стала важнейшим мотивом для расы сайлонов. Они исповедуют монотеизм и рассматривают человечество, как грешное и ошибочное творение Бога, а потому не имеющее права на выживание.
Первые серии сериала «Каприка» раскрывают, что основу разума колониальных сайлонов разработала Зоуи Грэйстоун, которая создала собственный аватар (виртуальную копию самой себя), но позже погибла в теракте, который устроил её одноклассник Бен. Даниэль Грэйстоун — отец Зоуи и глава высокотехнологичной корпорации — вкладывает этот аватар в одну из первых моделей боевого робота. Хотя Зоуи, как и Бен, были последователями монотеистической философии «Единого Бога» (организация «Воины Единого Бога», англ. STO — в мире сериала это секта, вступающая в противовес широко распространённому на колониях политеизму, в основе которого обыгрывается древнегреческая мифология), по ходу развития сюжета видно, что основным мотивом сайлонов истребить человечество была не только религия, но и собственно отношение людей (в том числе отца Зоуи) к сущности «искусственного интеллекта».
В 4-м сезоне «Галактики» люди и сайлоны совместно находят Землю (Тринадцатую колонию), которая стала безжизненной вследствие войны между древними гуманоидными сайлонами и созданными ими центурионами 2000 лет назад. В свою очередь древние сайлоны когда-то были созданы людьми на Коболе (планете, где зародилась человеческая цивилизация), покинув его 4000 лет назад и обретя новую родину на Земле. Пять героев сериала, считавших себя людьми, оказываются «возрожденными» древними сайлонами, тем самым усиливая лейтмотив ремейка: «Всё это было и повторится вновь».

### Гуманоидные версии сайлонов
Единица (модель под именем «Джон-Кэвил»): Как правило, показаны в сериале как резиденты, искусные манипуляторы и координаторы других сайлонов. Ненавидит своё человекообразное тело и его «слабое» восприятие окружающей среды. Амплуа: священник.
Двойка (модель — «Леобен Коной»): Для копий этой модели характерна заинтересованность в осмыслении идей Бога, любви и философии бытия, о чём они неоднократно высказываются в разговорах с другими персонажами сериала — Биллом Адама и Карой «Старбак» Трейс. Амплуа: контрабандист оружия, радиотехник.
Тройка (модель — «Д´Анна Бирс»): Модель склонна к лидерству и неповиновению большинству, одержима раскрытием тайны создания сайлонов, за что весь модельный ряд был законсервирован по настоянию Единиц («Вознесение», #3.12). Последняя копия Диана, восстановленная восставшими Двойками, Шестерками и Восьмёрками, осталась доживать своё оставшееся время на тринадцатой колонии Земля, бывшей колонией древних кобольских сайлонов. Амплуа: журналистка.
Четвёрка (модель — «Саймон О´Нилл»): Этот модельный ряд сайлонов не демонстрировал в сериале военных навыков, преимущественно выступая в роли медицинских и технических работников. Амплуа: врач.
Пятёрка (модель — «Аарон Дорал»): Сайлоны этой модели проявляли себя в качестве исполнителей «грязных дел» — шпиона (мини-сериал), смертника-боевика («Лакмус», #1.6) и следователя («Сопротивление», веб-эпизоды). Амплуа: PR-менеджер.
Шестёрка (модели — «Каприка», «Джина», «Натали», «Соня»): Первоначально использовалась как агент влияния при должностных лицах. Одна из них — Каприка — ответственна за уничтожение системы обороны 12 колоний. Модельный ряд раскрыт наиболее широко: представлены различные характеры, с выраженными индивидуальными особенностями. Амплуа: программист.
Семёрка (модель — «Дэниел»): Внешний вид неизвестен. Наиболее творческая натура среди всех сайлонов. Весь модельный ряд был полностью уничтожен Единицами из-за ревности задолго до гибели Двенадцати колоний («Выхода нет», #4.17).
Восьмёрка (модель — «Шэрон Валери»): Наиболее противоречивая и импульсивная модель среди сайлонов. Основной характер, Шэрон Валери, была разделена на две личностные копии — «Бумер» (внедрена как «спящий агент») и «Афину», которые избрали противоположные стороны в войне сайлонов и людей. Афина — единственная из сайлонов, кто смогла родить ребёнка (девочку Геру) от человека (Карла «Хило» Агатона). Амплуа: пилот.
| Последняя пятёрка сайлонов |
| --- |
| Сол Тай, Элен Тай, Гэлен Тирол, Самуель T. Андерс и Тори Фостер — пять уцелевших представителей Тринадцатой колонии Кобола, учёные, прожившие благодаря технологии «возрождения» и перелёту на корабле с субсветовой скоростью более 2000 лет. Создатели новых восьми гуманоидных версий сайлонов. Единицы предали своих «родителей» и, запрограммировав их на ложные человеческие воспоминания, бросили жить среди людей. |

## Критика и отзывы
Журнал «Мир Фантастики» поставил сайлонов на 8 место в списке «10 человеко-компьютерных конфликтов».